# 仁
仁是古代中国人的伦理观念，因为儒家的发展而成为中国古代重要的道德标准、人格境界及哲學概念。孔子之前已经有关于“仁”的观念，但是孔子对“仁”的重视和阐述提高了它的重要性。很多学者认为“仁”是孔子思想的核心。

## “仁”字解
「仁」字可能是春秋時代的新名詞。羅振玉《殷墟書契前編》2卷19頁的第1片甲骨文卜辭雖收有一個像「仁」的字，不過許多研究古文字的學者不同意這樣的解讀。他們認為這片卜辭的上下文字皆有殘缺，這個字不但有殘缺，而且左右兩邊的漢字構件隔得很開。有人認為這個字右邊的“二”，實際上是一個“兆序”數字，並非該字構形的一部分。所以，甲骨文中應當還未有“仁”字。而金文中迄今所見唯一的一個“仁”字，只出現在戰國中晚期的中山王𰯼鼎中，寫作「𡰥」。
东汉许慎《说文解字》解释“仁”字：“親也。从人二。忎，古文仁，从千心作。外“尸”内“二”，古文仁，或从尸。”按照《说文解字》的解释，这里的“親”就是親近之意。段玉裁认为“仁”表示两个人之间的親近，所以“仁”字“从人二”。至於𡰥的構字，其左側的「尸」是「人」的另一種寫法，象箕踞而坐的人形，所以寫作「𡰥」。
另外一種寫法，（上「千」下「心」，忎）則是戰國「仁」字（上「身」下「心」，𰑢）或（上「人」下「心」，𰐼）的訛寫。

## 孔子以前的“仁”
傳世文獻中，《書》最早出現仁字。《周書·金縢》有「予仁若考」之語，然此“仁”字何解，歷來頗有爭議。俞樾在《群經平議》提出該字實為「佞」之假借字。清華簡《金縢》的整理者將該字隸定為「年」，讀為同是泥母真部的「佞」。其餘出現仁字的篇章皆為偽古文尚書。《詩》出現兩次仁字，分別在《鄭風·叔于田》和《齊風·盧令》，用以讚美狩獵者的英姿。至《國語》、《左傳》、《公羊傳》、《穀梁傳》，“仁”字已頻繁出現。《左傳》中“仁”字出現了四十餘次，多在孔子之前，其中有一些無論就文句表述或義理而論，已和孔子的“仁”相契合。孔子以前，人们一般把尊亲敬长、爱及民众，忠于君主和仪文美德都称为仁。

## 孔子和儒家的“仁”
孔子继承了前人的观念，并且把“仁”发展成为系统的仁说。《论语》中出现表述其核心思想的“仁”字的地方有58段共105字，孔子把“仁”作为实践中的指导原理并使之贯穿于诸道德中。他的弟子樊迟问孔子什么是仁，孔子问答说："爱人"，主要意義是善待他人。孔子闡述了君子應當是仁者的觀點。孔子的“仁”，涵义甚广。《颜渊篇》记载颜渊、仲弓、司马牛三人“问仁”，孔子有三种答案。
最直接的詮釋為：
子曰：「克己復禮為仁。 一日克己復禮，天下歸仁焉。為仁由己，而由人乎哉？」顏淵曰：「請問其目？」子曰：「非禮勿視，非禮勿聽，非禮勿言，非禮勿動。」顏淵曰：「回雖不敏，請事斯語矣。」自《論語·顏淵篇》。
對於孔子來說，仁即禮，禮即周禮。子曰：“吾學周禮，今用之，吾從周。”（《中庸·28》）因此，回歸周禮，這就叫作「仁」。不符合周禮的，就不會心安理得，就不要看、不要聽、不要說、不要行動。

孟子認為仁的由來是惻隱之心，即同情心。其一例為見"孺子將入於井"時的"不忍人之心"。
仁與義合稱為仁義。

## 当代学者对“仁”的理解
李泽厚
仁学思想可分四因素：血缘基础，心理原则，人道主义，个体人格。其整体特征则是实践理性。
杨泽波
仁是社会生活和智性思维在内心结晶而成的心理的境况和境界，简称“伦理心境”。仁就是后来孟子说的良心。
傅佩荣
仁的主要内涵就是真诚——由真诚而自觉为行为之主体，行善的力量由内而发。
- 善：人我之间适当关系的实现。
- 适当：内心感受要真诚、对方期许要沟通、社会规范要遵守。[8]

杨立华
仁就是心灵的最高的主动性的实现。 仁包四德 - 义、礼、智、信。仁是刚德。

## “仁”作為敬稱
仁作為敬稱的用法，如「仁兄」，是對同輩朋友的敬稱。「仁弟」是對同輩中年輕者的敬稱。佛經中，出現以「仁者」一詞對譯mārisa（先生、閣下 [作為敬稱]）、āvuso（學友 [對同輩或晚輩使用的敬稱]）的用法。佛經以外的古代文獻通常不這樣用，仁者是指志士仁人、有仁德的人，而不作敬稱。

## “仁”在其他文化语境
在英文中，仁字一般被翻译为“benevolence”、“humaneness”、“perfect virtue”、“goodness”或“human-heartedness”，或被音译为“ren”、“jen”等。不同的译法体现了不同作者对“仁”的理解。